# Renault D-Truck
Der Renault D-Truck ist ein Verteilerverkehr-Lkw für den Nah- und Regionalverkehr, mit dem Renault Trucks den Renault Premium Distribution und den Renault Midlum ablöste. Darüber hinaus gehören auch der Renault D-Truck Access und das auf dem Nissan NT500 basierende Modell zur Modellfamilie.

## Konstruktion
Die D-Truck-Baureihe besteht aus vier Varianten:

### D-Truck Wide, Führerhaus mit 2,30 Meter Breite
Den größten Bereich im Verteilerverkehr übernimmt der D-Truck Wide mit einem Führerhaus mit 2,30 Meter Breite.
Hierbei handelt es sich im Grunde um eine modernisierte Fahrerkabine des Premium Distribution, dessen Design an den Renault T-Truck angelehnt ist. Den Antrieb übernimmt der Common-Rail-Einspritzung-Dieselmotor DTI 8 mit sechs Zylindern, 7,7 Litern Hubraum und einer Leistung von 250 bis 320 PS, wobei das maximale Drehmoment bereits bei 900 Umdrehungen pro Minute erreicht wird. Die Kraft wird hierbei serienmäßig von einem automatisierten Schaltgetriebe übertragen und der Motor erfüllt die Abgasnorm Euro 6. Der D-Truck Wide ist neben der Standard-Antriebsformel 4x2 auch als 6x2 erhältlich und verfügt über ein Fahrzeug-Gesamtgewicht von 18 bis 26 Tonnen. Für diesen LKW sind ein kurzes und ein mittleres Fahrerhaus erhältlich sowie ein Fernfahrerhaus mit und ohne Hochdach.

### D-Truck Führerhaus mit 2,10 Meter Breite

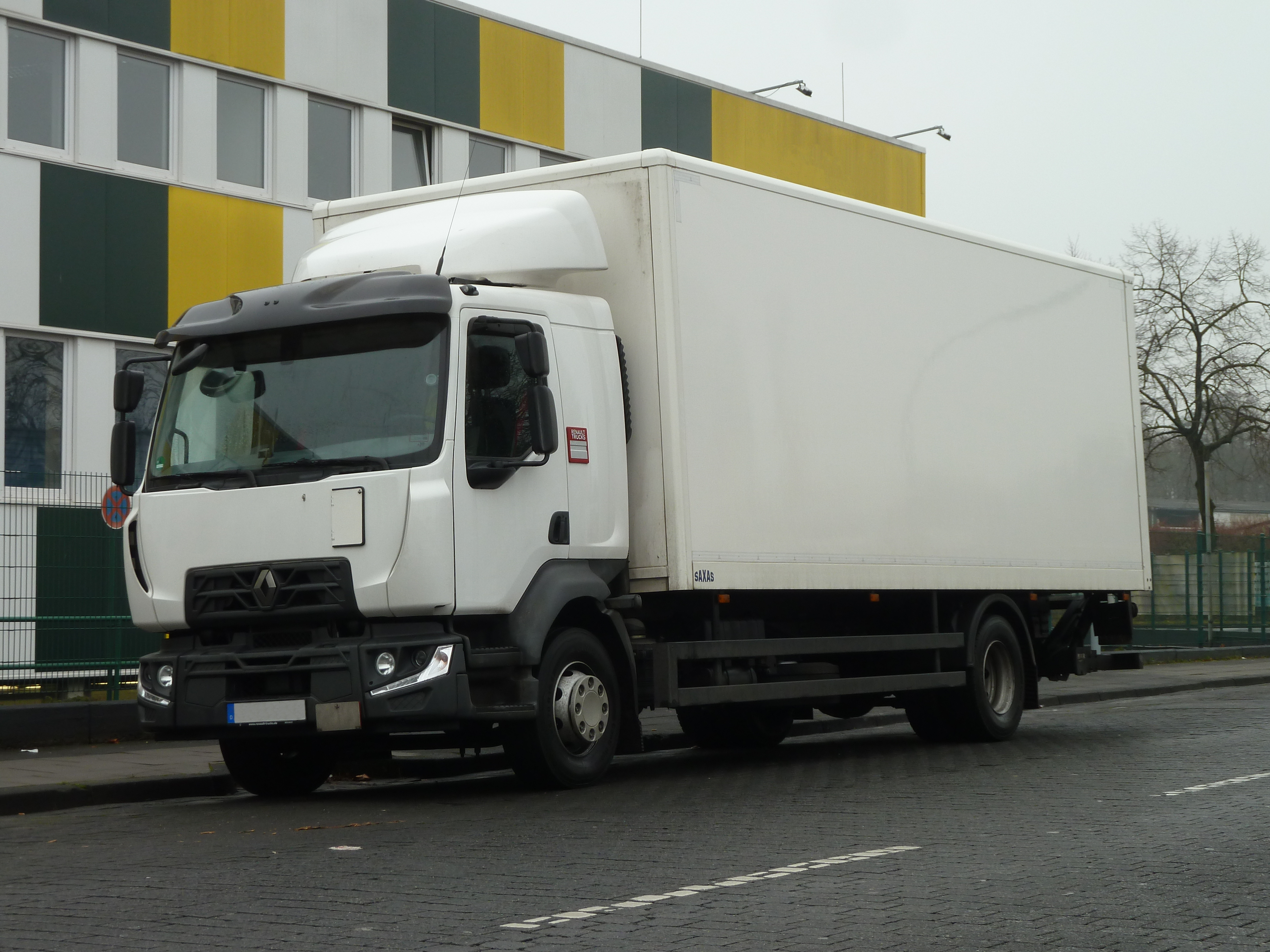
Renault D-Truck Koffer-LKW mit 2,10 Metern Breite

Die Fahrerkabine mit 2,10 Meter Breite ist speziell für den Stadt- und Nahverkehr ausgelegt und ersetzt die Varianten des Renault Midlum. Erhältlich mit 4x2- oder 4x4-Antriebsformel, kommt hier der Common-Rail-Einspritzung-Dieselmotor DTI 5 mit vier Zylindern, 5,7 Litern Hubraum und 210 oder 230 PS, mit ebenfalls maximalem Drehmoment bereits bei 900 Umdrehungen pro Minute und gemäß Euro-6-Abgasnorm, zum Einsatz. Darüber hinaus ist auch der DTI 8 mit 250 oder 280 PS verfügbar. Auch hier erfolgt die Kraftübertragung mittels serienmäßigem automatisierten Schaltgetriebe. Das Gesamtgewicht reicht von 10 bis zu 18 Tonnen. Es sind drei verschiedene Fahrerhäuser erhältlich: ein Kurz- und ein Langfahrerhaus sowie ein Doppelfahrerhaus.

### Renault D-Truck Access
Niederflurkabine, siehe Hauptartikel Renault D-Truck Access

### Renault D-Truck 6,5 bis 7,5 Tonnen
Unterhalb der Verteilerbaureihe mit 10 bis 26 Tonnen Gesamtgewicht führt Renault Trucks noch einen kleinen Verteiler-Lkw mit 6,5 bis 7,5 Tonnen Gesamtgewicht. Dieser basiert auf dem Nissan NT500 und wird wie dieser ab Herbst 2013 bei Nissan Motor Ibérica in Spanien produziert.